# سيدي عيسى الركراكي
سيدي عيسى الرجراجي (بالأمازيغية: Sidi Ɛisa Argrag) هي قرية مغربية وجماعة قروية تابعة لإقليم الصويرة التابع لجهة مراكش آسفي. بلغ مجموع عدد سكان هذه الجماعة القروية حسب إحصاءات 2004 حوالي 7.635 نسمة يعيشون في 1.303 أسرة.